# Grand Fond (Dominica)
Grand Fond ist ein Ort im Osten von Dominica. Die Gemeinde hatte im Jahr 2011 zusammen mit ihrer Nachbarsortschaft Rosalie 722 Einwohner. Grand Fond liegt im Parish Saint David.

## Geographische Lage
Grand Fond liegt westlich von Riviere Cyrique.